# École portugaise de Macao
L'École portugaise de Macao (en portugais : Escola Portuguesa de Macau ; en chinois traditionnel : 澳門葡文學校), fondée en 1998, est actuellement la seule école de la région administrative spéciale de Macao à offrir des programmes similaires à ceux du Portugal et à enseigner le portugais à des étudiants de la 1re année à la 12e année de scolarité.
Il est l'héritier de trois établissements d'enseignement portugais:
* École commerciale « Pedro Nolasco » (emplacement actuel de l'EPM)
* Liceu de Macau (pt)
* Collège D. Bosco
L'EPM est un établissement moderne avec des salles informatiques équipées et de laboratoires pour la chimie, la physique et la biologie, un gymnase et plusieurs terrains de jeux. Elle compte environ 620 étudiants, soutenus par 70 enseignants. Elle est située sur l'avenue Infante D. Henrique, dans la péninsule de Macao.